# Marcelo Brozović
Marcelo Brozović (phát âm tiếng Serbia-Croatia: [martsělo brǒːzoʋitɕ]; sinh ngày 16 tháng 11 năm 1992) là một cầu thủ bóng đá chuyên nghiệp người Croatia hiện đang thi đấu ở vị trí tiền vệ phòng ngự cho câu lạc bộ Saudi Pro League Al Nassr.
Ở cấp độ quốc tế, Brozović thi đấu cho đội tuyển bóng đá quốc gia Croatia từ năm 2014 đến năm 2024, đại diện cho đất nước của mình thi đấu tại ba kỳ FIFA World Cup (vào các năm 2014, 2018 và 2022) và ba kỳ UEFA Euro (2016, 2020 và 2024). Anh từng cùng với các đồng đội giành ngôi á quân tại FIFA World Cup 2018 và giành hạng ba chung cuộc ở giải đấu sau đó, đồng thời còn cán đích ở vị trí á quân tại UEFA Nations League 2023.

## Sự nghiệp câu lạc bộ

### Sự nghiệp ban đầu
Brozović sinh ra ở Zagreb, và tốt nghiệp từ trường trẻ của Hrvatski Dragovoljac láng giềng. Anh có trận ra mắt chuyên nghiệp vào ngày 24 tháng 7 năm 2010, bắt đầu và chơi trọn vẹn 90 phút trong trận thua 1–4 trước Dinamo Zagreb. Brozović ghi bàn thắng đầu tiên của mình vào ngày 18 tháng 3 năm sau, người chiến thắng trước Karlovac.

### Lokomotiva
Vào tháng 7 năm 2011, anh ký hợp đồng với Lokomotiva, sau khi Dragovoljac xuống hạng.  Anh ấy đã xuất hiện trong 27 trận đấu của giải đấu trong chiến dịch đầu tiên của mình, ghi bốn bàn khi Lokomotiva đạt được vị trí giữa bảng thoải mái.

### Dinamo Zagreb
Vào tháng 8 năm 2012, Brozović ký hợp đồng bảy năm với Dinamo Zagreb, để thay thế cho Hamburger SV -bound Milan Badelj .  Anh ấy được xếp trong đội hình số 77, và có trận ra mắt thi đấu vào ngày 14 tháng 9 trong trận hòa không bàn thắng trước NK Osijek trên sân nhà, xuất hiện trong vai trò dự bị trong hiệp hai.  Bốn ngày sau, Brozović có trận ra mắt UEFA Champions League bằng cách chơi trọn vẹn 90 phút trong trận thua 0–2 trên sân nhà trước Porto ở lượt trận thứ nhất của vòng bảng .
Anh phải đợi đến ngày 14 tháng 4 năm sau để ghi bàn thắng đầu tiên cho Dinamo Zagreb, khi anh ghi bàn thứ hai trong chiến thắng 2–0 trên sân nhà trước Inter Zaprešić .  Brozović đã kết thúc mùa giải đầu tiên của mình với câu lạc bộ bằng cách ra sân 30 lần trên mọi đấu trường, trong đó có 23 lần ở giải VĐQG, ghi hai bàn trong quá trình này, khi Dinamo Zagreb vô địch , lọt vào vòng hai của Cúp bóng đá Croatia 2012–13 , và là bị loại ở vòng bảng Champions League.

### Inter Milan
Vào ngày 24 tháng 1 năm 2015, Brozović ký hợp đồng với Inter Milan theo hợp đồng cho mượn có thời hạn 1 năm rưỡi, kèm theo nghĩa vụ có điều kiện buộc Inter phải mua.  Anh trở thành cầu thủ thứ 900 khoác áo Nerazzurri. Brozović lấy chiếc áo số 77 ưa thích của mình, được mặc lần cuối tại Inter bởi Sulley Muntari. Anh có trận ra mắt chính thức với câu lạc bộ vào ngày 1 tháng 2 năm 2015, vào sân thay người trong trận thua 3-1 trên sân khách của Inter trước Sassuolo. Anh ghi bàn thắng đầu tiên cho Inter trong ngày thi đấu cuối cùng trong chiến thắng 4–3 trước Empoli , giúp Inter kết thúc mùa giải với một chiến thắng. Brozović đã kết thúc mùa giải Inter đầu tiên của mình với 15 lần ra sân tại giải đấu, 13 trong số đó là khởi đầu và một bàn thắng.
Brozović bắt đầu mùa giải đầu tiên của mình tại Inter bằng trận đấu mở màn Serie A 2015–16 gặp Atalanta trên sân nhà. Anh ghi bàn thắng đầu tiên trong mùa giải vào ngày 23 tháng 11 trong trận đấu với Frosinone trên sân nhà, vào sân từ băng ghế dự bị ở phút 88 và ghi bàn thắng thứ tư của trận đấu 4 phút sau đó, giúp Inter ghi chiến thắng đậm nhất mùa giải. Vào ngày 12 tháng 12, Brozović ghi bàn thắng thứ hai tại giải đấu, một cú sút xa, và là bàn thắng cuối cùng trong chiến thắng 4–0 trước Udinese, ăn mừng bàn thắng cùng các đồng đội với chữ ký "EpicBrozo".
Ba ngày sau, trong trận đấu thuộc vòng 16 Coppa Italia 2015–16 với Cagliari, Brozović ghi bàn thắng giống hệt anh ghi vào lưới Udinese, giúp Inter tiến vào tứ kết với chiến thắng 3–0. Vào ngày 7 tháng 2 năm sau, anh kiến tạo cho Jeison Murillo ghi bàn từ một quả phạt góc trong trận đấu với Hellas Verona, trận hòa 3–3 trên sân khách. Hai tuần sau, Brozović thực hiện pha kiến tạo thứ hai cho Mauro Icardi, người ghi bàn thắng thứ ba trong chiến thắng 3–1 trên sân nhà trước Sampdoria.
Vào ngày 2 tháng 3, trong trận lượt về bán kết Coppa Italia với Juventus tại San Siro, Brozović đã ghi một cú đúp, trong đó có một quả từ quả phạt đền, giúp Inter lật ngược tình thế thất bại 3–0 và cân bằng tỷ số chung cuộc 3–3, dẫn trước trận đấu bước vào loạt sút luân lưu; anh ấy đã ghi bàn trong nỗ lực sút luân lưu, nhưng Inter thua 3–5 và cuối cùng bị loại khỏi cuộc thi.
Brozović bắt đầu mùa giải mới bằng cách chơi 20 phút cuối trong trận thua 2–0 trước Chievo Verona, nhận một thẻ vàng ở phút 79.  Vào ngày 15 tháng 9, trong trận đấu đầu tiên của vòng bảng UEFA Europa League 2016–17 với Hapoel Be'er Sheva, Brozović chơi như một người khởi đầu trước khi bị thay ra ở đầu hiệp hai; anh ấy từ chối ngồi dự bị, điều này đã tạo ra những tranh cãi ở Inter. Điều này khiến huấn luyện viên Frank de Boer loại anh ấy trong trận đấu với Juventus ở giải VĐQG vì "hành vi thiếu chuyên nghiệp". Phát biểu về vấn đề này, De Boer nói rằng Brozović “phải thể hiện tính kỷ luật của mình”, nói thêm rằng “anh ấy đã làm điều mà tôi không thể chấp nhận”.
Cuối cùng anh ấy đã được gọi trở lại vào ngày 20 tháng 10 cho trận đấu với Cagliari tại giải VĐQG ,  đã kết thúc trong trận thua 1-2 trên sân nhà, tiếp tục là dự bị không được sử dụng.  Bốn ngày sau, anh ra sân ngay từ đầu trong trận đấu thứ 3 của vòng bảng UEFA Europa League 2016–17 với Southampton , nhưng bị đuổi khỏi sân ở phút 77 sau khi nhận thẻ vàng thứ hai.
Brozović đã cải thiện trò chơi của mình với huấn luyện viên mới Stefano Pioli ,  ghi bàn thắng đầu tiên của mùa giải vào ngày 24 tháng 11 trong trận thua 3–2 trước Hapoel Be'er Sheva, mặc dù bị dẫn trước 2–0 trong hiệp một. xác nhận việc loại Inter khỏi Europa League.  Tiếp theo là bàn thắng đầu tiên của anh ấy ở giải đấu bốn ngày sau, ghi bàn trong vòng hai phút với một cú sút phải từ rìa vòng cấm, giúp Inter vượt qua Fiorentina 4–2 tại San Siro.  Vào ngày 7 tháng 12, Brozović gia hạn hợp đồng với Inter Milan đến năm 2021, với thỏa thuận mới bao gồm một khoản tăng lương đáng kể.  Bốn ngày sau, anh ghi một cú đúp giúp Inter đánh bại Genoa với tỷ số 2–0.
Anh ghi bàn thắng đầu tiên của mình trong mùa giải 2017–18 vào ngày 2 tháng 10 trong trận đấu 2–1 trên sân nhà trước đội bóng mới thăng hạng Benevento .  Sau đó vào ngày 11 tháng 2 năm sau, trong trận đấu với Bologna ở giải VĐQG , Brozović bị thay ra ở phút thứ 58 sau một màn trình diễn tệ hại; Trong khi ra khỏi sân, anh ta đã bị một số bộ phận đám đông la ó, và anh ta đáp lại bằng cách vỗ tay một cách mỉa mai.  Anh ấy đã bị câu lạc bộ phạt vì sự cố,  và bị bỏ lại trên băng ghế dự bị trong trận đấu với Genoa sau đó, chỉ vào sân trong những phút cuối cùng. Sau đó trong suốt mùa giải, Brozović trở lại với phong độ tốt nhất của mình, củng cố vị trí của mình ngay từ đầu và trở thành một người hâm mộ yêu thích một lần nữa.  Anh có trận đấu thứ 100 tại Serie A vào ngày 12 tháng 5 trong trận thua đau đớn 1-2 trước Sassuolo.  Trong trận đấu cuối cùng của mùa giải, gặp Lazio, pha giao bóng của anh ấy trong hiệp một dẫn đến bàn thắng của Danilo D'Ambrosio , trong khi quả tạt của anh ấy từ một quả phạt góc trong hiệp hai được kết thúc bằng một cú đánh đầu của Matías Vecino khi Inter giành chiến thắng. 3–2 để đảm bảo một suất vào vòng bảng UEFA Champions League mùa giải 2018–19 . Về cá nhân, anh ấy đã ghi bốn bàn và cung cấp chín đường kiến tạo, tám trong số đó ở phần hai của mùa giải, trong 31 lần ra sân ở giải đấu.
Trong mùa giải 2018–19, Brozović đã có trận đấu đầu tiên tại UEFA Champions League cho Inter vào ngày 18 tháng 9 trong trận đấu mở màn bảng B trong chiến thắng ngược dòng 2-1 trước Tottenham Hotspur. Anh ấy ghi bàn thắng đầu tiên trong chiến dịch 4 ngày sau đó, bàn thắng ấn định chiến thắng ở phút 94 trước Sampdoria ở vòng 5 Serie A.
Vào ngày 26 tháng 8 năm 2019, anh ghi bàn thắng đầu tiên trong mùa giải cho Inter trong chiến thắng 4–0 trước Lecce. Vào ngày 21 tháng 9, anh ghi bàn mở tỷ số trong chiến thắng 2–0 trước Milan trong trận Derby della Madonnina. Vào ngày 9 tháng 2 năm 2020, Brozović với Inter trong một trận Derby della Madonnina khác và ghi bàn trong chiến thắng 4–2. Vào ngày 17 tháng 8, trong trận bán kết Europa League, anh kiến tạo cho Danilo D'Ambrosio ghi bàn thứ hai trong chiến thắng 5–0 trước Shakhtar Donetsk tại Merkur Spiel-Arena. Bốn ngày sau, anh được điền tên vào đội hình xuất phát trong trận chung kết với Sevilla , cung cấp cho Diego Godín một pha kiến tạo cho bàn thắng thứ hai của Inter. Tuy nhiên, Sevilla đã giành được danh hiệu sau chiến thắng 3–2 trước Nerrazzuri .
Vào ngày 2 tháng 5 năm 2021, bốn trận đấu trước khi mùa giải kết thúc, Sassuolo hòa 1–1 với Atalanta trên sân nhà, có nghĩa là Inter đã đảm bảo chức vô địch Serie A. Đây là chức vô địch đầu tiên của Inter kể từ mùa giải 2009–10, chấm dứt chuỗi 9 mùa giải vô địch kéo dài của Juventus. Danh hiệu này cũng là danh hiệu đầu tiên của Brozović với Nerrazzuri. Anh kết thúc mùa giải với hai bàn thắng và bảy đường kiến tạo trên mọi đấu trường.
Vào ngày 27 tháng 8 năm 2021, trong chiến thắng 3-1 trước Hellas Verona, Brozović đã có trận đấu thứ 200 tại Serie A, trở thành người Croatia đầu tiên đạt được điều đó trong kỷ nguyên ba điểm một trận thắng.

## Sự nghiệp quốc tế

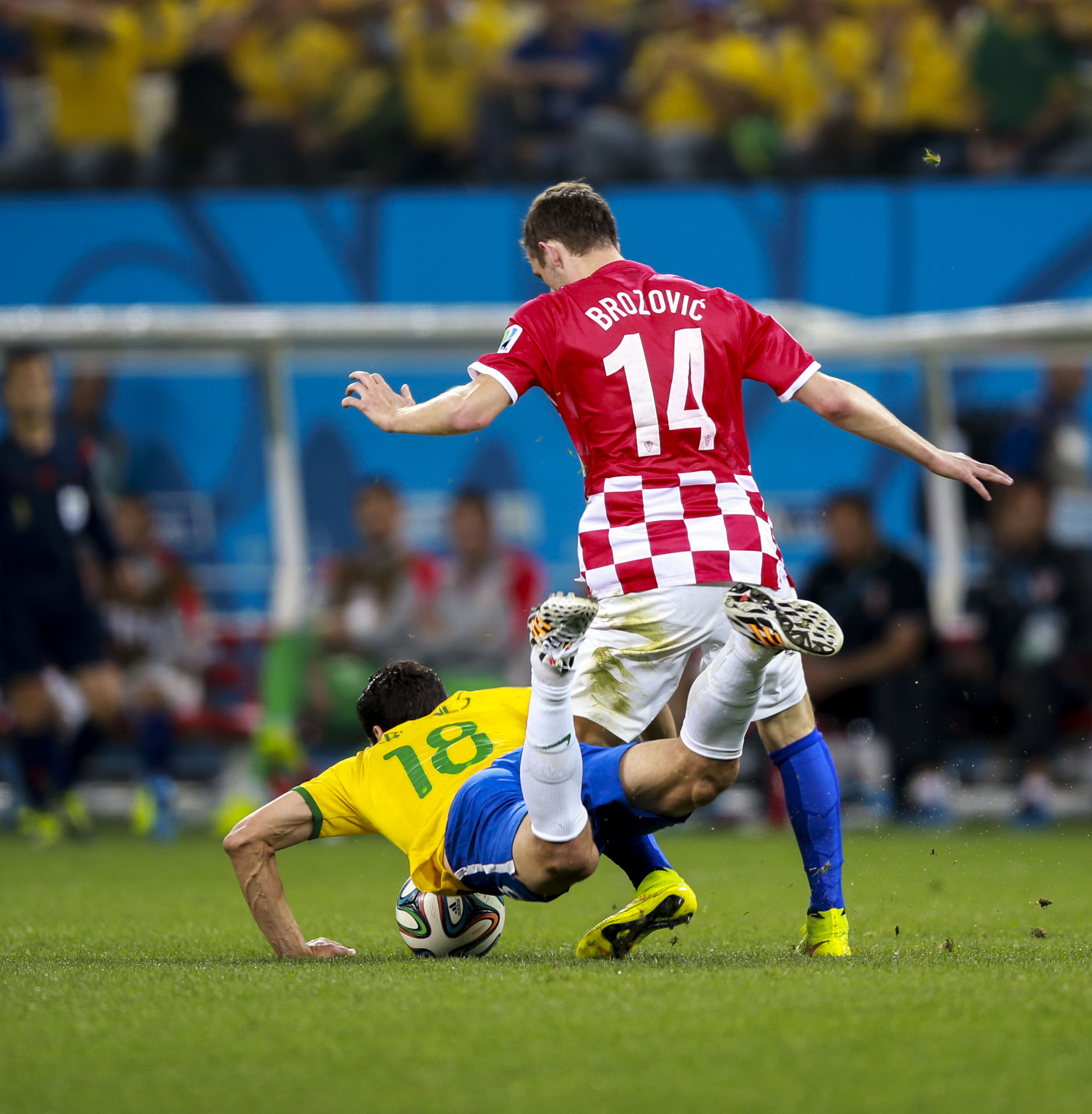
Brozovic trong trận đấu với Brasil tại FIFA World Cup 2014.

Brozović đã xuất hiện cùng Croatia ở các cấp độ U-18, U-19 , U-20 và U-21 tuổi. Với bàn thắng thứ hai, anh ấy đã xuất hiện tốt trong năm 2013, ghi được bảy bàn sau tám lần ra sân.
Vào ngày 31 tháng 5 năm 2014, Brozović được đưa vào danh sách 23 cầu thủ cuối cùng của Niko Kovač cho FIFA World Cup 2014 tại Brasil, và có trận ra mắt đội hình chính vào ngày 7 tháng 6, bắt đầu trong chiến thắng 1–0 trước Úc tại Estádio de Pituaçu. Brozović có trận ra mắt World Cup năm ngày sau đó, chơi 26 phút cuối cùng trong trận thua 1–3 trước Brasil.
Kể từ sau World Cup 2014, Brozović thường xuyên đá chính ở vòng loại Euro 2016 của Croatia, chơi cùng với Luka Modrić và Ivan Rakitić như một phần của tam giác tiền vệ luân phiên cho Croatia. Anh ghi bàn thắng đầu tiên cho Croatia trước Azerbaijan, trong chiến thắng 6–0 tại Osijek. Bàn thắng thứ hai của anh ấy ở vòng loại Euro 2016 là vào tháng 3 năm 2015 trong trận gặp Na Uy, khi anh ấy đưa đội của mình dẫn trước 1–0 với một cú sút chìm từ cự ly 20 mét vào góc dưới bên phải.
Vào tháng 5 năm 2016, Brozović là một phần của đội tuyển Croatia tham dự UEFA Euro 2016 tại Pháp. Anh lần đầu tiên góp mặt tại UEFA Euro trong trận đấu đầu tiên của bảng D giữa Croatia với Thổ Nhĩ Kỳ, chơi trọn vẹn 90 phút khi đội giành chiến thắng 1–0. Sau đó, anh lập một cú đúp cho Croatia vào ngày 12 tháng 11 năm 2016 trong trận đấu với Iceland ở vòng loại FIFA World Cup 2018.
Vào tháng 5 năm 2018, anh có tên trong đội hình 32 người sơ bộ của Croatia cho FIFA World Cup 2018 tại Nga. Anh ấy lọt vào đội hình cuối cùng, cùng đội tuyển Croatia tiến đến trận chung kết gặp Pháp. Brozović là trụ cột trong đội hình xuất phát, và anh đã chơi trọn vẹn 90 phút khi Croatia thua Pháp chung cuộc 4–2.

## Phong cách thi đấu
Phong cách chơi của Brozović được so sánh với Frank Lampard. Anh ấy nổi tiếng với khả năng chuyền bóng, xoạc bóng, chạy chỗ và sức chịu đựng. Anh ấy thường được bố trí như một tiền vệ lùi sâu hoặc tiền vệ box-to-box, nhưng được coi là một tiền vệ đa năng có thể hoạt động tốt ở bất cứ đâu trong hàng tiền vệ.

## Thống kê sự nghiệp

### Câu lạc bộ
Tính đến ngày 12 tháng 1 năm 2022
| Câu lạc bộ           | Mùa giải       | Giải đấu       | Giải đấu | Giải đấu | Cúp  | Cúp | Châu Âu | Châu Âu | Khác | Khác | Tổng cộng | Tổng cộng |
| Câu lạc bộ           | Mùa giải       | Hạng           | Trận     | Bàn      | Trận | Bàn | Trận    | Bàn     | Trận | Bàn  | Trận      | Bàn       |
| -------------------- | -------------- | -------------- | -------- | -------- | ---- | --- | ------- | ------- | ---- | ---- | --------- | --------- |
| Hrvatski Dragovoljac | 2010–11        | Prva HNL       | 22       | 1        | 1    | 0   | —       | —       | —    | —    | 23        | 1         |
| Lokomotiva           | 2011–12        | Prva HNL       | 27       | 4        | —    | —   | —       | —       | —    | —    | 27        | 4         |
| Lokomotiva           | 2012–13        | Prva HNL       | 6        | 1        | 1    | 1   | —       | —       | —    | —    | 7         | 2         |
| Lokomotiva           | Tổng cộng      | Tổng cộng      | 33       | 5        | 1    | 1   | —       | —       | —    | —    | 34        | 6         |
| Dinamo Zagreb        | 2012–13        | Prva HNL       | 23       | 2        | 1    | 0   | 6       | 0       | —    | —    | 30        | 2         |
| Dinamo Zagreb        | 2013–14        | Prva HNL       | 27       | 6        | 6    | 1   | 8       | 1       | 1    | 0    | 42        | 8         |
| Dinamo Zagreb        | 2014–15        | Prva HNL       | 14       | 1        | 0    | 0   | 12      | 2       | 1    | 0    | 27        | 3         |
| Dinamo Zagreb        | Tổng cộng      | Tổng cộng      | 64       | 9        | 7    | 1   | 26      | 3       | 2    | 0    | 99        | 13        |
| Inter Milan (mượn)   | 2014–15        | Serie A        | 15       | 1        | 1    | 0   | —       | —       | —    | —    | 16        | 1         |
| Inter Milan (mượn)   | 2015–16        | Serie A        | 32       | 4        | 3    | 3   | —       | —       | —    | —    | 35        | 7         |
| Inter Milan          | 2016–17        | Serie A        | 23       | 4        | 2    | 0   | 3       | 1       | —    | —    | 28        | 5         |
| Inter Milan          | 2017–18        | Serie A        | 31       | 4        | 2    | 0   | —       | —       | —    | —    | 33        | 4         |
| Inter Milan          | 2018–19        | Serie A        | 32       | 2        | 2    | 0   | 8       | 0       | —    | —    | 42        | 2         |
| Inter Milan          | 2019–20        | Serie A        | 32       | 3        | 3    | 0   | 11      | 0       | —    | —    | 46        | 3         |
| Inter Milan          | 2020–21        | Serie A        | 33       | 2        | 4    | 0   | 5       | 0       | —    | —    | 42        | 2         |
| Inter Milan          | 2021–22        | Serie A        | 20       | 0        | 0    | 0   | 6       | 1       | 1    | 0    | 27        | 1         |
| Inter Milan          | Tổng cộng      | Tổng cộng      | 218      | 20       | 17   | 3   | 33      | 2       | 1    | 0    | 269       | 25        |
| Tổng sự nghiệp       | Tổng sự nghiệp | Tổng sự nghiệp | 337      | 35       | 26   | 5   | 59      | 4       | 3    | 0    | 425       | 45        |

1. ↑  Bao gồm Coppa Italia và Cúp quốc gia Croatia
2. 1 2 3  Số trận ra sân tại UEFA Champions League
3. ↑  Ra sân 2 trận và 1 bàn thắng tại UEFA Champions League, 6 trận tại UEFA Europa League
4. 1 2  Ra sân tại Siêu cúp Croatia
5. ↑  Ra sân 4 trận và 1 bàn thắng tại UEFA Champions League, 8 trận và 1 bàn tại UEFA Europa League
6. ↑  Số trận ra sân tại UEFA Europa League
7. ↑  Ra sân 6 trận tại UEFA Champions League, 5 trận tại UEFA Europa League

### Quốc tế
Tính đến ngày 26 tháng 3 năm 2024
| Đội tuyển quốc gia | Năm       | Trận | Bàn |
| ------------------ | --------- | ---- | --- |
| Croatia            |           |      |     |
| 2014               | 7         | 1    |     |
| 2015               | 7         | 2    |     |
| 2016               | 11        | 3    |     |
| 2017               | 7         | 0    |     |
| 2018               | 12        | 0    |     |
| 2019               | 7         | 0    |     |
| 2020               | 4         | 0    |     |
| 2021               | 15        | 1    |     |
| 2022               | 15        | 0    |     |
| 2023               | 10        | 0    |     |
| 2024               | 1         | 0    |     |
| Tổng cộng          | Tổng cộng | 94   | 7   |

### Bàn thắng quốc tế
Tính đến 7 tháng 9 năm 2021.
| # | Ngày                 | Địa điểm                                  | Trận thứ | Đối thủ    | Bàn thắng | Kết quả | Giải đấu                      |
| - | -------------------- | ----------------------------------------- | -------- | ---------- | --------- | ------- | ----------------------------- |
| 1 | 13 tháng 10 năm 2014 | Sân vận động Gradski vrt, Osijek, Croatia | 6        | Azerbaijan | 4–0       | 6–0     | Vòng loại UEFA Euro 2016      |
| 2 | 28 tháng 3 năm 2015  | Sân vận động Maksimir, Zagreb, Croatia    | 8        | Na Uy      | 1–0       | 5–1     | Vòng loại UEFA Euro 2016      |
| 3 | 17 tháng 11 năm 2015 | Olimp-2, Rostov-on-Don, Nga               | 14       | Nga        | 2–1       | 3–1     | Giao hữu                      |
| 4 | 23 tháng 3 năm 2016  | Sân vận động Gradski vrt, Osijek, Croatia | 15       | Israel     | 2–0       | 2–0     | Giao hữu                      |
| 5 | 12 tháng 11 năm 2016 | Sân vận động Maksimir, Zagreb, Croatia    | 24       | Iceland    | 1–0       | 2–0     | Vòng loại FIFA World Cup 2018 |
| 6 | 12 tháng 11 năm 2016 | Sân vận động Maksimir, Zagreb, Croatia    | 24       | Iceland    | 2–0       | 2–0     | Vòng loại FIFA World Cup 2018 |
| 7 | 4 tháng 9 năm 2021   | Tehelné pole, Bratislava, Slovakia        | 65       | Slovakia   | 1–0       | 1–0     | Vòng loại FIFA World Cup 2022 |

## Danh hiệu

### Câu lạc bộ
Dinamo Zagreb
- Prva HNL: 2012–13, 2013–14
- Croatian Supercup: 2013

Inter Milan
- Serie A: 2020–21
- Coppa Italia: 2021–22, 2022–23
- Supercoppa Italiana: 2021, 2022
- Á quân UEFA Europa League: 2019–20

Al Nassr
- Arab Club Champions Cup: 2023

### Quốc tế
Croatia
- Á quân FIFA World Cup: 2018
- Hạng ba FIFA World Cup: 2022
- Á quân UEFA Nations League: 2023

### Cá nhân
- Đội hình tiêu biểu UEFA Europa League: 2019–20[8]